# Salmsach
Salmsach är en ort och kommun vid Bodensjön i distriktet Arbon i kantonen Thurgau, Schweiz. Kommunen har 1 600 invånare (2023).